# Maurice Najman
Pour les articles homonymes, voir Najman.
Maurice Najman, né le 7 décembre 1948 à Paris et mort le 4 février 1999 à Paris,, est un journaliste ayant travaillé notamment au journal Libération et au mensuel Le Monde diplomatique. Militant d'extrême gauche, trotskiste libertaire passionné par l'underground, c'est une des figures du mouvement contestataire de Mai 68, ayant notamment cofondé les comités d'action lycéens ou CAL en 1967.

## Biographie

### Origines
Maurice Najman (qui parle yiddish) est issu d'une famille juive polonaise. Son père fut un militant communiste et sa mère, Solange, fille d'une cousine de Rosa Luxemburg, Maria Luxemburg est une rescapée d'Auschwitz.
Maurice a un frère cadet, Charles Najman, né le 17 avril 1956, qui militera avec lui dans les années 1970 et deviendra plus tard écrivain et cinéaste. Il réalisera notamment La Mémoire est-elle soluble dans l'eau ? (1996), un film qui met en scène les témoignages de sa mère Solange avec d'autres rescapés des camps de la mort.

### Les comités Vietnam
À la rentrée 1966, avec Michel Recanati, il crée au lycée Jacques-Decour le premier Comité Vietnam Lycéen (CVL). Cette même année, il se rapproche d'un petit groupe de militants trotskistes regroupés derrière l'un des fondateurs de la IVe Internationale, le Grec Michel Raptis — dit « Pablo ». Il adhère en 1967 à cette tendance tiers-mondiste et autogestionnaire dont sortira, en 1968, l'Alliance marxiste révolutionnaire (AMR) où il retrouve Nicolas Baby, cofondateur des Comités d’action lycéen, qui était pour sa part au lycée Henri-IV et militant des premiers CVL. Tous deux sont actifs dans les premières réunions de sensibilisation de la jeunesse à la cause vietnamienne.
À la rentrée 1967, étudiants et lycéens se mobilisent à l'appel de l'UNEF contre le plan Fouchet et également les ordonnances sur la Sécurité sociale. Certains lycées parisiens sont en grève le 13 décembre, jour de l'appel de l'UNEF. Celle-ci précipite la formation du premier Comité d’action lycéen (CAL), lors d’un meeting de 100/120 lycéens au lycée Jacques-Decour, le 15 décembre. Najman y prend une part très active.

### Les Comités d'action lycéen
Il fonde ainsi le noyau initial des Comités d'action lycéens (CAL), alors qu'il étudie au lycée Jacques-Decour à Paris avec Michel Recanati, militant lycéen de la Ligue communiste. Tous deux sont en terminale, mais pas de la même obédience politique.
Des images des deux jeunes hommes sont reprises dans le film de Romain Goupil, Mourir à trente ans (1982). Maurice Najman fait la rencontre de Véronique Kantor, future femme de Coluche, qui milite au comité du lycée Rodin, actif dans la réflexion sur la culture : il veut introduire la danse dans l’enseignement de la musique, car « l’expression corporelle […] a été jusqu’à présent une discipline totalement inconnue, et qui serait extrêmement bénéfique pour le développement et la personnalité de l’élève. »
Le 13 décembre 1967, alors que les élèves de plusieurs lycées parisiens avaient voté une grève contre la réforme Fouchet des universités, le proviseur du lycée Rodin à Paris devient célèbre en déclarant que ce vote est sans valeur et qu'il ne le reconnait pas parce que, selon lui, les lycéens, en tant que mineurs, n'ont pas la possibilité d'effectuer ce type de consultation,.

### Mai 68
Peu après, le 20 mars 1968, Maurice Najman fait partie du groupe de militants qui, au nom du refus de la guerre du Vietnam, brise les vitrines de l'American Express.
Comme l'écrit un fondateur du Mouvement d'action universitaire (de mai 68), Jacques Bleibtreu, « Maurice était juif, incontournablement, résolument, définitivement juif, et athée sans le moindre trouble. Maurice était antisioniste, sans l'ombre de l'esquisse d'une complicité avec la secte infâme des négateurs ». Avec ce dernier, il fonde en 1968 et 1969 un journal qu'ils ont baptisé “Barricades (journal)”, pour le compte du Comité d'action lycéen.

### L'AMR
En 1969, il fait partie des fondateurs et dirigeants de l'Alliance marxiste révolutionnaire (AMR, un parti trotskiste de tendance pabliste et libertaire) dans les années 1970.

### Le Chili
Très intéressé par les luttes internationales, Maurice Najman suit de près les expériences de « pouvoir ouvrier » menées au Chili pendant l’Unité Populaire, gouvernement de Salvador Allende. Il y séjourne à l'été 1972 puis y consacra articles et livres. Il travaille à assembler textes – discours, résolutions politiques, analyses et articles de journaux qui donnent une idée précise des prises de positions et débats qui pendant trois ans ont agité les formations les plus à gauche à l’intérieur de la coalition gouvernementale, comme le P.S. ou le M.A.P.U., et celles qui de l’extérieur, comme le MIR, entendaient lui apporter un soutien conditionnel. Il fait aussi un lien avec la Grèce, qui vit sous une dictature militaire instaurée le 21 avril 1967, d'autres militants de l'AMR, comme Joël Grynbaum, adoptant la même démarche. Il est au Portugal pendant la Révolution des œillets, rêve d'un socialisme autogéré en Algérie, visite les ouvriers de Lip et défend la candidature de leur leader Charles Piaget à l'élection présidentielle de 1974.

### Le PSU
La préparation de l'Élection présidentielle française de 1974 suscite l'année précédente un vaste mouvement pour la candidature — non concrétisée — de Charles Piaget, syndicaliste de la CFDT actif à l'usine de Lip où une expérience d'autogestion a été mise en place.
Fin 1973, à la suite d'une décision collective de l'AMR, Gilbert Marquis entame des négociations avec le PSU pour négocier leur fusion. Chez les jeunes, le projet est défendu par Nicolas Baby.
Survient alors la création d'un "Comité de liaison pour l’autogestion socialiste" (CLAS) qui regroupe Action, l'AMR, les Amis de la Terre, les GAM, les groupes Témoignage chrétien, Objectif Socialiste et le PSU.
Le lundi 14 janvier 1974, le CLAS réunit plus de 3 000 personnes à la Mutualité pour ses « Six heures pour l’Autogestion ». Deux des orateurs les plus remarqués sont Michel Rocard (PSU) et Maurice Najman (AMR).
Le PSU refuse finalement de soutenir la candidature de Charles Piaget à l'Élection présidentielle, sous la pression de Michel Rocard et de ses amis qui cependant quitteront peu après le parti pour rejoindre, sans grande surprise, le PS où Michel Rocard fonde son courant.
Début 1975, Maurice Najman rejoint au contraire le Parti socialiste unifié (PSU) avec l'AMR, où il obtient un poste de responsable à la suite de la fusion des deux partis. Il quitte ensuite le PSU pour participer à la fondation des Comités communistes pour l'autogestion (CCA) en 1977.

### La contre-culture
Féru de contre-culture et d'underground, Maurice Najman partage sa vie avec Maggy Bohringer, ex-femme de l'acteur Richard Bohringer, à partir de 1977, consommant de l'héroïne alors qu'il passe ses nuits au Palace avec Alain Pacadis et Fabrice Emaer, tout en continuant de militer.

### La Tchécoslovaquie
Maurice Najman est ainsi mis en contact avec le Tchèque Pavel Hartel via un ami de Libération, Jacques Pasquier, et part en Tchécoslovaquie, sous une fausse identité, soutenir le groupe Plastic People of the Universe. Il rencontre Václav Havel grâce à Petr Uhl, : ce mouvement donnera naissance à la Charte 77. Début 1977, à Paris, Maurice Najman organise le soutien de Plastic People : Jean-François Bizot, d'Actuel, finance le disque, accompagné des textes de la Charte 77 et d'un livret fait par Kiki Picasso et les graphistes de Bazooka. Après la chute du mur de Berlin, Václav Havel le chargera d'organiser l'Assemblée des citoyens.

### La candidature de Coluche en 1981
À l'élection présidentielle de 1981, il soutient la candidature de Coluche, dont il est un ami intime de longue date, et était là le soir où l'idée de la candidature est arrivée. Il est son ami via sa femme Véronique, qu'il a connue aux Comités d'action lycéens  dont celle-ci est membre, en terminale au Lycée Rodin, rue Corvisart à Paris, dans le 13e arrondissement, avant d'aller étudier la psychologie à Censier et de devenir dès 1969 journaliste pigiste aux services culture du Figaro et du quotidien Combat pour qui elle fait un reportage sur le Café de la Gare, qui vient d'ouvrir avec Romain Bouteille et Coluche, avant d'y revenir, de danser avec ce dernier et d'être séduite. Véronique continue à écrire pour Combat, notamment sur des sujets sociaux comme les immigrants portugais de la banlieue, les 21 et 22 février 1970.
Après 1981, Romain Goupil insistera alors pour que Maurice Najman joue dans ses films, afin d'apporter la caution d'une célébrité de Mai-68, mais ce dernier a catégoriquement refusé et seules des images d'archives pourront être utilisées.
Un soir, Maurice Najman ramène à la maison de Coluche, rue Gazan, Félix Guattari, l'homme de l'antipsychiatrie, qui va ensuite réunir un groupe d'intellectuels pour un texte de soutien à l'humoriste. Félix Guattari prend ainsi l'initiative d'une pétition parue dans Les Nouvelles littéraires du 13 novembre 1980 puis dans Libération, journal où Maurice Najman signera des dizaines d'articles sur cette candidature, dès le mois d'octobre. Coluche jette l'éponge à la mi-mars et avant le 10 mai 1981 il est en voyage en Guadeloupe avec Romain Goupil ; le 10 mai il passe au siège du PS rue de Solférino et est légèrement blessé par des loubards au moment où il rentre chez lui avec Maurice Najman. Le président Mitterrand envoie le lendemain à Coluche un de ses premiers mots manuscrits depuis l'Élysée, où il restera 14 ans.
Lors de la présidentielle de 1988, ayant rejoint la Fédération pour une gauche alternative (FGA), il soutient le dissident communiste Pierre Juquin, qui était appuyé par le PSU et la LCR. Il joue alors un rôle important dans la campagne de Juquin, en ayant fini avec la drogue.
Après la chute du mur de Berlin, il rencontre le chef du renseignement extérieur de la RDA, Markus Wolf. Il sort un documentaire sur le sujet, Le Dos au mur, pour France 3, primé au festival d'Angers, et un livre, L'Œil de Berlin — Entretiens de Maurice Najman avec le patron des services secrets est-allemands. Il rencontre également le sous-commandant Marcos au Chiapas (Mexique).
Maurice Najman a travaillé comme journaliste pour Libération, L'Événement du jeudi, L'Autre Journal et Les Nouvelles Littéraires ; son dernier article, sur la guerre du Golfe, sera publié dans Le Monde diplomatique.
Il continuera à militer dans les années 1990, travaillant notamment en liaison avec le DAL (Droit au logement). Fin 1994, il est l'un des premiers à squatter la rue du Dragon avec son ami Jean-Baptiste Eyraud, le président de Droit au logement. En 1996, il rejoint la gauche française partie au Mexique à la rencontre du « sous-commandant » Marcos.
Il meurt le 4 février 1999 des suites d'une hépatite C.